# 喬治亞人口

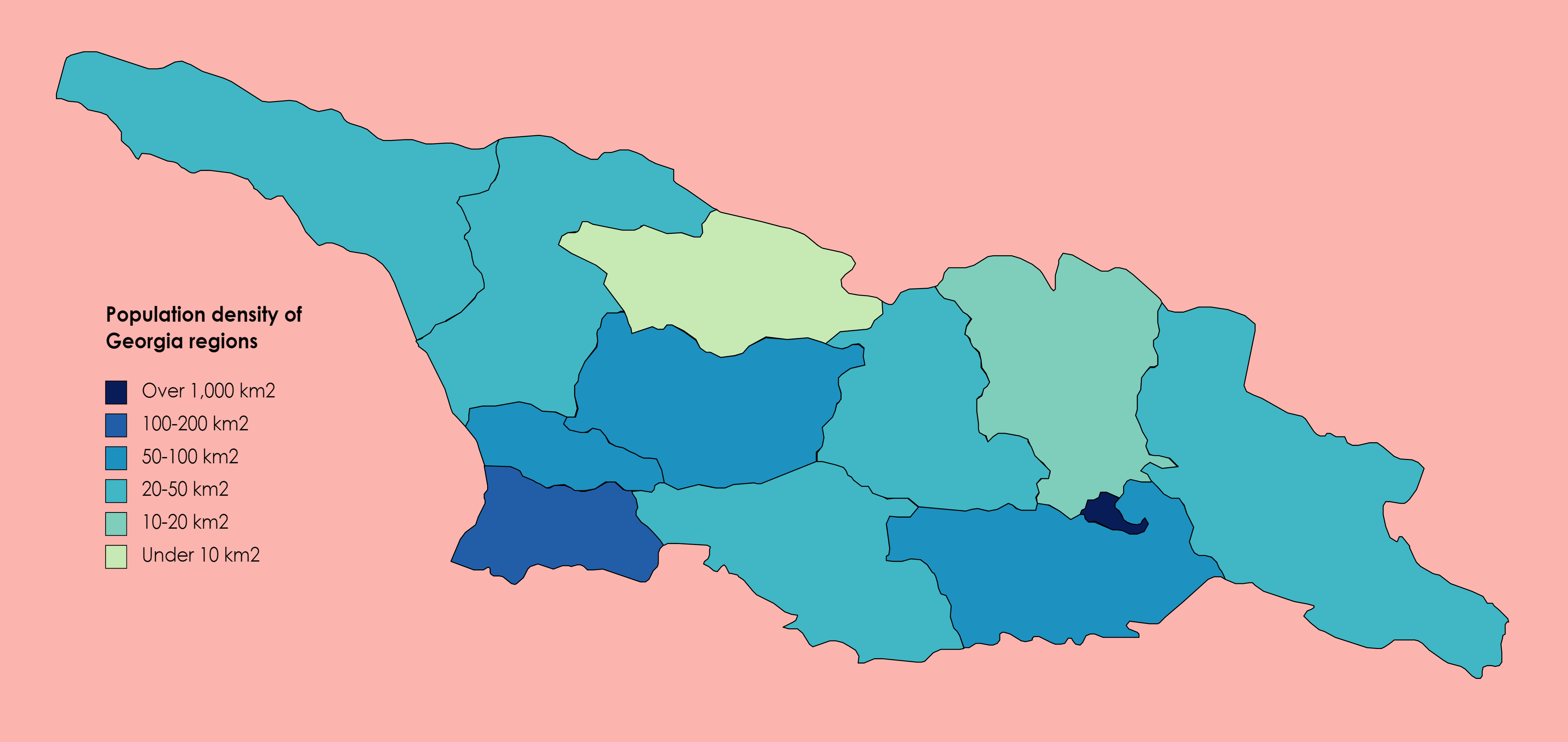
喬治亞行政區人口密度圖

喬治亞行政區人口變形圖

和其他一些前蘇聯加盟共和國（如愛沙尼亞和拉脫維亞）類似，喬治亞在獨立之後主體民族的比例大幅提高，從1989年的73.7%增加到2002年83.7%。在1950年代，喬治亞人口不到400萬。1992年，喬治亞人口增加到峰值，為550萬T。自此之後喬治亞的人口開始减少。2005年減少到450萬。這個數字包括實際上獨立的阿布哈茲和南奧塞提亞。如果不含著兩個地區，2005年喬治亞政府實際控制的地區人口是4,321,500人，2022年更跌至3,688,647人，目前格魯吉亞人口已跌至二戰後初期水平。喬治亞的人口流出情況嚴重。據2007年世界銀行的一份報告稱，2002年人口普查顯示喬治亞在1990年代人口減少了110萬，佔其總人口的20%，這主要是因為人口外流尋找工作和低出生率。據2002年人口普查，喬治亞人口中84%是喬治亞人。